# Сунгача
Сунгача (рос. Сунгача) — річка у Приморському краї Росії та КНР (Хейлунцзян), ліва притока Уссурі, протікає на кордоні.
Довжина — 180—210 км, площа басейну — 25 600 км². Річка витікає з озера Ханка.
| Росія | Це незавершена стаття з географії Росії. Ви можете допомогти проєкту, виправивши або дописавши її. |